# Stadion

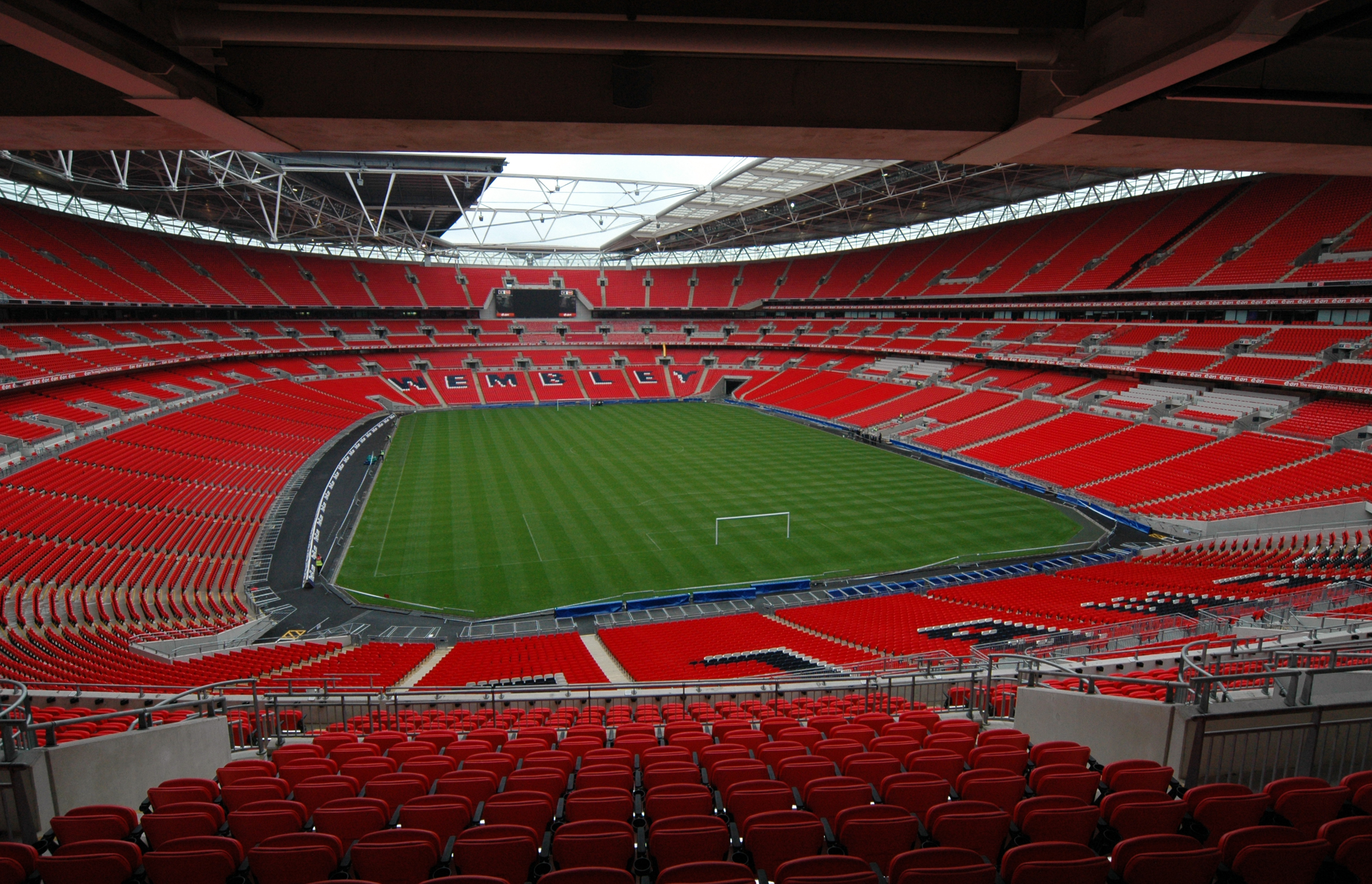
Wembley Stadium din Londra, Anglia

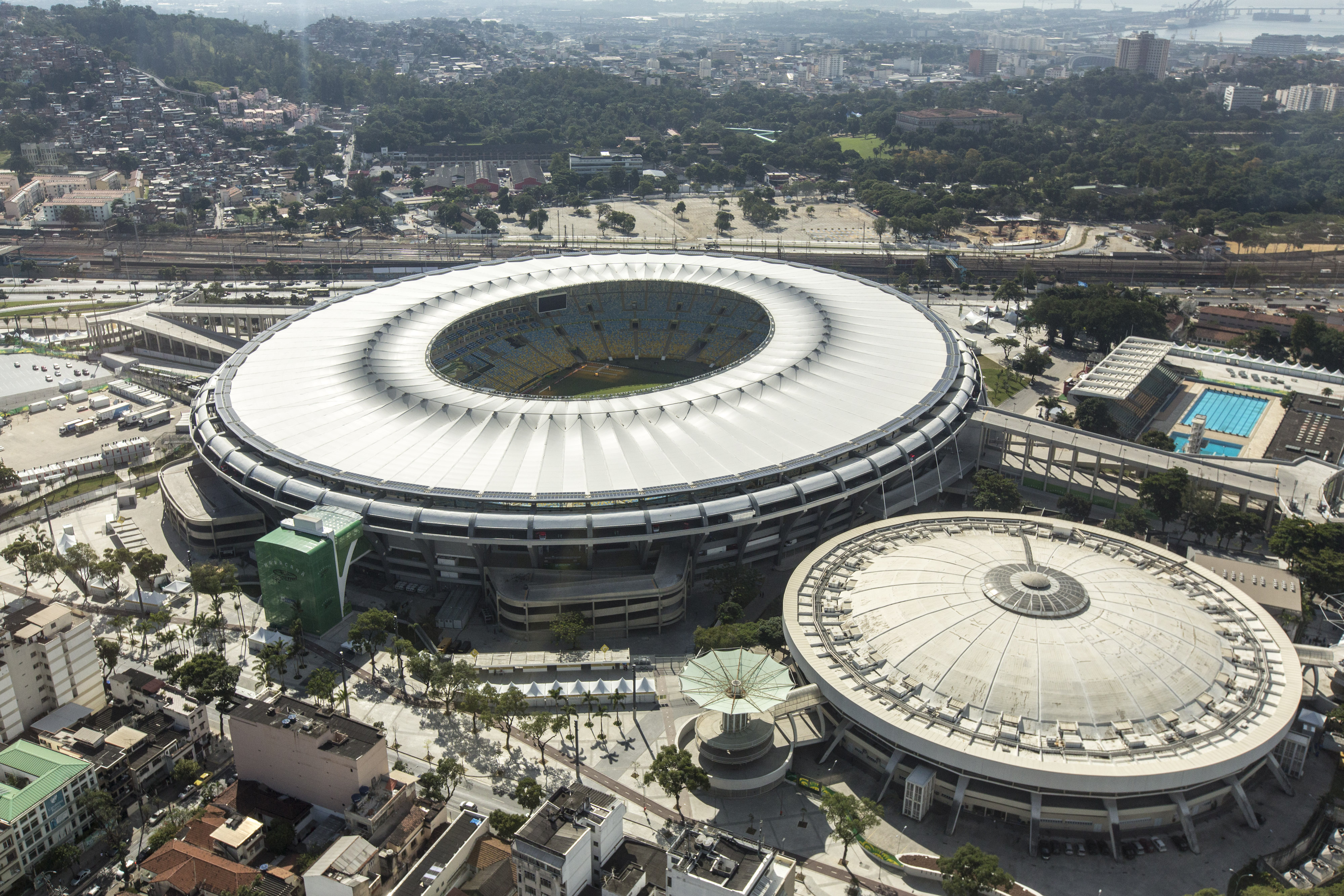
Stadionul Maracanã

Stadionul este un loc special amenajat sau o arenă (de obicei) descoperită, destinată practicării sporturilor, desfășurării concertelor, sau altor eventimente și care constă dintr-un teren parțial sau complet înconjurat de tribune – structuri special proiectate pentru a servi drept loc pentru spectatori de unde privesc evenimentul, fie în picioare, fie așezați.

## Etimologie
Cuvântul "stadion" provine de la cuvântul grecesc "stadion" (στάδιοn), o unitate de măsură egală cu lungimea a 600 de picioare umane. Echivalent a 200 de metri. Cuvântul a început să fie folosit ca denumire a unei curse cu această lungime și, în cele din urmă, și a construcșiei în care aveau loc cursele.

## Istoric
Cel mai vechi stadion cunoscut este cel din Olympia, în Peloponezul de Vest, Grecia, unde au fost organizate Jocurile Olimpice din antichitate din anul 776 î.Hr. Inițial 'jocurile' au constat într-un singur eveniment, alergând la viteză maximă de-a lungul stadionului. Stadionul, o măsură de lungime, poate fi legat de "stadium", dar pistă de pe stadionul de la Olympia este mai lungă decât stadionul convențional. Stadioane grecești și romane au fost găsite în numeroase orașe antice, probabil cel mai faimos fiind Stadionul Domitian, la Roma.